# Not.com.mercial
«Not Commercial» (стилізована назва «not.com.mercial») — двадцять третій студійний альбом американської співачки-акторки Шер, ексклюзивно вийшов 8 листопада 2000 року на сайті Cher.com за сприяння лейблу «Isis Records» та медіакомпанії «Artist Direct». Шер написала пісні альбому у 1994 році, відвідуючи піврічний семінар піснярів, організований керівником індустрії розваг Майлзом Коуплендом III у його замку у Франції. Повернувшись до Сполучених Штатів, співачка залучила колектив оркестру телеведучого Девіда Леттермана з каналу CBS для запису альбому. Після завершення запису вона представила альбом своєму лейблу звукозапису, який відхилив матеріал як «некомерційний». Шер зберігала альбом шість років, перш ніж вирішила випустити його лише через Інтернет.
Зміст «not.com.mercial» був визнаний «дуже не-Шерівським» і «похмурим», співачка пояснила, що у неї не було жодних очікувань від альбому, додавши, що випускає його для тих, хто може бути ним зацікавлений. «not.com.mercial» був добре прийнятий музичними критиками. Суперечки виникли, коли релігійні групи обурив текст пісні «Sisters of Mercy» («Сестри милосердя»), в якій черниці називаються «дочками пекла» та «володарками болю». Для тих, хто купив альбом, був оголошений конкурс, який давав шанс виграти поїздку на зустріч із Шер до Лондона або виграти її ляльку. 

## Передумови
1994 року Шер відвідала піврічний семінар піснярів, організований керівником індустрії розваг Майлзом Коуплендом III у його замку у Франції. «Я багато років писала вірші, але ніколи не думала, що їх можна буде використовувати як музику. Але я щойно написала вірш про Курта Кобейна і взяла його з собою та ще пару речей», — сказала вона про натхнення на написання пісень. Там вона познайомилася зі співаком та автором пісень Брюсом Робертсом, і разом вони написали 10 пісень за п'ять днів. Після семінару Шер зібрала колектив оркестру телеведучого Девіда Леттермана з каналу CBS та за тиждень у Нью-Йорку записала альбом, виконавши 10 своїх пісень та ще дві інших авторів. Однак голова її лейблу «Warner Music UK» Роб Діккенс відмовився випустити матеріал, тому що вважав його занадто «красивим й некомерційним». Через рік на цьому лейблі Шер випустила свій двадцять перший студійний альбом «It's a Man's World».
Після комерційного успіху «Believe» (1998), Шер вирішила випустити в Інтернеті рекламний до альбому «not.com.mercial». Вона пояснила свою ідею словами: «Не знаю, чи йому [альбому] було б краще деінде. [...] Думаю, що Інтернет це таке місце, де принаймні не лізуть в життя інших, якщо тобі хочеться туди, можеш піти й подивитися, а якщо тобі байдуже, тобі навіть не треба знати, що воно існує у всесвіті». Співачка описала вміст альбому як «особистий» і дуже «не-Шерівський». Далі вона продовжувала: «Але, якщо люди знали б мене насправді, він насправді дуже Шерівський». Але він настільки [лайливий] похмурий». Однак Шер нічого не очікувала від альбому, пояснивши, що вона створила його для себе, і лише хотіла поділитися матеріалом з людьми, які можуть зацікавитися. Для тих, хто купив альбом, був оголошений конкурс. Три копії альбому містили «золотий квиток», а ще п'ять копій — «срібний квиток», натхненням до цього задуму слугував фільм «Віллі Вонка та шоколадна фабрика» (1971). Переможці «золотого квитка» були нагороджені поїздкою на двох для зустрічі із Шер у Лондоні, а володарі «срібних квитків» отримали ляльку Шер від фірми «Mattel».

## Складова
— слова Шер про пісню «Classified 1A».
Альбом відкривається «баладою туги» під назвою «Still», в якій Шер співає про «болючі стосунки з одруженим чоловіком». Друга пісня, «Sisters of Mercy», у ній пригадуються ті часи, коли Шер жила в католицькому притулку в оточенні черниць, в її текстах вони згадуються як «дочки пекла», «господарі болю» й «жорстока та безсердечна юрба». У наступному треку «Runnin» співачка розповідає про себе, описуючи та запитуючи: «в двох словах, чи не так?». Четвертий трек «Born With the Hunger» — одна із двох пісень, написаних не Шер, а її подругою Ширлі Ейкхард приблизно під час запису альбому, що містить звуки слайд-гітари. П'ята пісня, «(The Fall) Kurt's Blues», була заснована на вірші, написаному після самогубства співака Курта Кобейна. Під час пісні Шер співає: «Якщо є щось добре у всьому цьому / Це те, що ти таки жив на цьому світі / Але ж наша країна вбиває своїх героїв / Ми вирощуємо їх на вірну загибель».
Наступний трек «With or Without You» був описаний як «проста, задушевна балада» з «характерним» тембром Шер, а сьома пісня «Fit to Fly», де Шер лірично вітає солдатів, як вважалося, нагадує «кінець 80-х, епоху „Heart of Stone“». Восьмий трек «Disaster Cake» був написаний співачкою про одну з колишніх подруг її дочки. Наступний трек «Our Lady of San Francisco» — це «почуття самообвинувачення за бездумне переступання через бездомну жінку на тротуарі». Заключна пісня альбому «Classified 1A» була написана Сонні Боно у 1971 році. Вона розповідає про вмираючого солдата у В'єтнамі, але не була випущена на той час, тому що вважалася «неамериканською».

## Рецензії
«Not.com.mercial» отримав позитивні відгуки музичних критиків. Хосе Ф. Проміс з «AllMusic» прокоментував, що пісні «виявилися ефектними, і альбом є обов'язковим для легіонів шанувальників співачки», попри те, що він «трохи заплутаний», і відзначив, що у ньому «відчувається співачка/піснярка 1970-х», а його звучання він оцінив словами «трохи кантрі та різкості, іноді дещо блюзовий, але завжди повністю відмінний від її попередньої праці „Believe“». Девід Браун з журналу «Entertainment Weekly» оцінив альбом як «B-», сказавши, «Попри те, що вона „завжди доводила справу до цінця“, виригуючи F-слово, або засуджуючи нашу „безсердечну, безбожну культуру“ в її триб'юті Курта Кобейна (!), не дивно, що вона не Боно, або (Сонні) Боно», і назвав цю пісню «похмурою, середньотемповою зв'язкою, у кращому разі скромною зачіпкою». Марк Міллан також дав «Not.com.mercial» позитивний відгук, назвавши його «фантастичним альбомом, за який Шер мала отримати набагато більше вдячності, ніж вона має», зазначивши, що жодна з восьми пісень, написаних нею у співавторстві, не була «банальною або шаблонною» і що її голос «ніколи не звучав більш задушевно та різнобічно, ніж у середині та наприкінці 90-х, знаходячись у чудовій формі у всій цій збірці пісень». Свій огляд він завершив словами, що «її талантам справді немає кінця», і висловив сподівання, що «в майбутньому з-під пера Шер вийде ще більше пісень».

## Трек-лист
| #     | Назва                        | Автор                         | Тривалість |
| ----- | ---------------------------- | ----------------------------- | ---------- |
| 1.    | «Still»                      | Шер Брюс Робертс Боб Тіль     | 6:15       |
| 2.    | «Sisters of Mercy»           | Шер Пет Макдональд Робертс    | 5:01       |
| 3.    | «Runnin'»                    | Шер Макдональд Робертс        | 3:56       |
| 4.    | «Born with the Hunger»       | Ширлі Ейкхарт                 | 4:05       |
| 5.    | «(The Fall) Kurt's Blues»    | Шер Макдональд Робертс        | 5:17       |
| 6.    | «With or Without You»        | Шер                           | 3:45       |
| 7.    | «Fit to Fly»                 | Шер Даг Міллетт Кевін Севігер | 3:53       |
| 8.    | «Disaster Cake»              | Шер Макдональд Робертс        | 3:25       |
| 9.    | «Our Lady of San Francisco»  | Шер Майкл Гарвін Річ Вейланд  | 2:15       |
| 10.   | «Classified 1A» (бонус-трек) | Сонні Боно                    | 2:55       |
| 40:47 |                              |                               |            |

## Творці альбому
Інформація вказана згідно сайту «AllMusic».
- Шер – вокал, композитор, продюсер
- Брюс Робертс – продюсер, композитор
- Сонні Боно – композитор
- Майкл Гарвін – композитор
- Пет Макдональд – композитор
- Даг Міллетт – композитор
- Кевін Севігер – композитор
- Боб Тіль – композитор
- Річ Вейланд – композитор